# سیاست نژادی آلمان نازی
سیاست نژادی آلمان نازی مجموعه‌ای از سیاست‌ها و نیز قوانینی بود که در آلمان نازی (۴۵–۱۹۳۳) بر اساس یک دکترین نژاد پرستانه خاص مبتنی بر برتری نژاد آریایی، که مدعی بود پایه‌های علمی دارد، اجرا شد. این اهداف با توسل به یکسری برنامه‌های اصلاحی به واسطه عقیم سازی اجباری و اصلاح نژادی افرادی که به عنوان انسان‌های فرومایه قلمداد می‌شدند شروع شد و با هولوکاست به اوج خود رسید. 

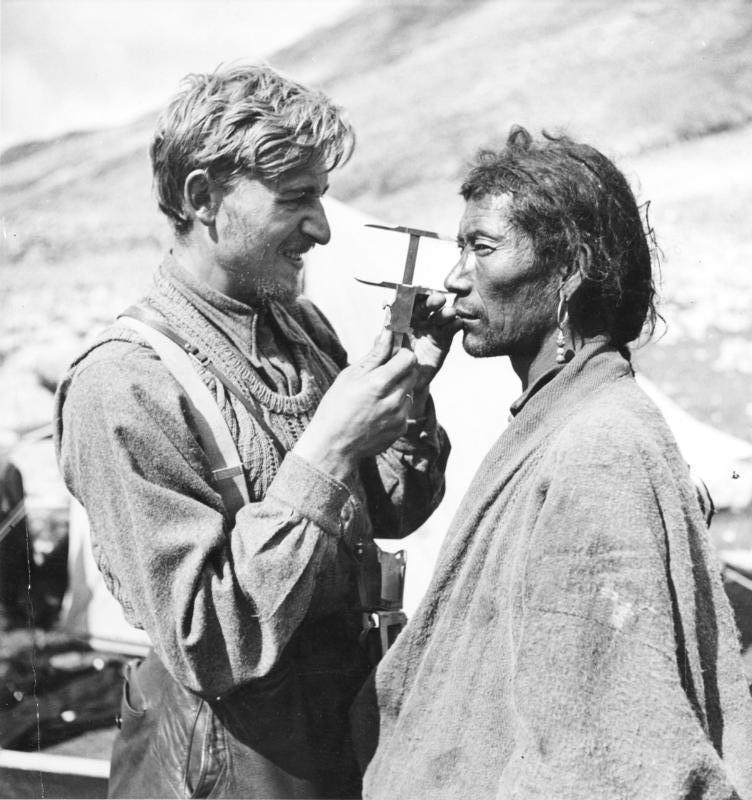
برونو بجر مردم‌شناس نژادگرای آلمانی حین انجام مطالعات انسان‌شناسی در سیکیم

این سیاست نازی‌ها ساکنان قدیمی آلمانی که اصالت آلمانی نداشتند را مورد هدف قرار می‌داد. قومیت‌هایی چون یهودیان «در این خط مشی به عنوان قومی سمنتیک که ریشه‌های شامی داشتند تصور می‌شدند.» کولی‌ها، «که با عناوینی چون هند-اروپایی و ساکنان شبه‌قاره هند نیز تعریف می‌شدند» به همراه اکثریت اسلاوها «از جمله لهستانی‌ها صرب‌ها و روس‌ها» و اکثریت اقوام غیر اروپایی که به عنوان اقوام غیرآریایی و فرومایه شناخته می‌شدند را شامل می‌شد.

## پایه سیاست‌ها و بنیان‌گذاری برتری نژاد آریایی
نژاد برتر آریایی متصور توسط نازی‌ها انسان‌ها را از «آریایی پاک» تا «غیرآریایی‌ها» (که دون‌انسان به تصویر کشیده می‌شدند) رتبه‌بندی می‌کرد. در بالای این رتبه‌بندی، آلمانی‌ها و آریایی‌های پاک‌نژاد و دیگر مردمان ژرمن از جمله مردمان هلندی، اسکاندیناوی، و انگلیسی قرار داشتند. مردمان لاتین رتبه ای کمی پایین‌تر داشتند، اما مورد تحمل نازی‌ها قرار می‌گرفتند؛ باور بر این بود که ایتالیایی‌ها و فرانسوی‌ها حد پذیرفتنی از خون آلمانی در رگ داشتند.
این ایده که آلمانی‌ها همان نژاد برتر آریایی (به آلمانی Herrenvolk) هستند توسط دستگاه تبلیغاتی نازی‌ها به صورت گسترده تبلیغ می‌شد و توسط افراد بلدپایه رژیم نازی تکرار می‌گشت. برای نمونه، اریش کخ فرماندار نظامی اوکراین تحت اشغال آلمان نازی گفته بود:
ما نژادی برتری هستیم که باید به خاطر داشته باشد که دون‌پایه‌ترین کارگر آلمانی از دیدگاه نژادی و زیستی به مراتب باارزش‌تر از جمعیت اینجا است.— اریش کخ، ۵ مارس ۱۹۴۳
نازی‌ها اسلاوها را از جمله دون‌انسان‌های غیرآریایی می دانستند که مستحق به برده گرفته شدن و نابودی توسط آلمانی‌ها بودند. ملیت‌های اسلاوی، از جمله اوکراینی‌ها، چک‌ها، اسلوواک‌ها، بلغارستانی‌ها، و کرووات‌ها، که با آلمانی‌های نازی همکاری می‌کردند هیچ‌گاه از نظر نژادی برای بالا رفتن تا رده آلمانی‌ها به اندازه کافی «پاک» شناخته نمی‌شدند، اما در نهایت «بهتر از دیگر اسلاوها» دانسته می‌شدند. این دیدگاه مبتنی بر نگره‌های شبه‌علمی بود که این ملیت‌ها را دارای میزان مطلوبی از خون آلمانی معرفی می‌کردند. در کشورهایی که این مردمان می‌زیستند، آلمانی‌ها گروه‌های کوچکی از مردمان غیراسلاوی که نسب آلمانی داشتند را پیدا می‌کردند؛ سپس این افراد تحت روندی قرار می‌گرفتند تا مشخص شود به اندازه کافی «ارزش نژادی» دارند یا خیر. در صورت اثبات، ایشان دوباره آلمانی می‌شدند و به زور از خانواده‌هایشان گرفته می‌شدند تا به آلمان فرستاده شده و در آنجا بزرگ شوند. طرح سری جامع برای شرق به دنبال اخراج، به برده گرفتن، و پاکسازی بیشتر مردمان اسلاوی بود. سیاست نازی‌ها در برابر ایشان در طی جنگ جهانی دوم اما تغییر عملگرایانه‌ای کرد و به ایشان اجازه داده شد تا برای جبران کمبود نیروی انسانی ارتش آلمان به ارتش وارد شوند.
دستگاه تبلیغات نازی مردمان شرق اروپا را با چهره‌هایی شبیه به مردمان آسیایی به تصویر می‌کشید، تا ایشان را نتیجه درهم‌آمیختن نژادهای اسلاوی بومی با مغول‌ها و آسیایی‌ها و نیز دون‌انسان‌هایی کنترل‌شده توسط یهودیان با کمک بلشویسم معرفی کند.
در پایین هرم نژادی نازی‌ها، غیرآریاییان شامل یهودیان، مردم بومی لهستان، صرب‌ها و دیگر اسلاوها، مردم کولی، و همچنین سیاه‌پوستان قرار داشتند. نازی‌ها در آغاز تلاش برای پاکسازی آلمان از یهودیان و کولی‌ها توسط اخراج اجباری (و بعدها نابودی) داشتند، و سیاه‌پوستان از دیگر مردم جدا می‌شدند و در نهایت توسط عقیم‌سازی اجباری نابود می‌شدند.